# Belmont-d’Azergues
Belmont-d'Azergues település Franciaországban, Rhône megyében. Lakosainak száma 717 fő (2022. január 1.). Belmont-d’Azergues Charnay, Saint-Jean-des-Vignes, Châtillon és Lozanne községekkel határos.

## Népesség
A település népességének változása:
| Lakosok száma | 624  | 631  | 651  | 631  | 661  | 681  | 693  | 705  | 717  |
|               | 2013 | 2015 | 2016 | 2017 | 2018 | 2019 | 2020 | 2021 | 2022 |